# Carcellia scutellaris
Carcellia scutellaris är en tvåvingeart som beskrevs av Robineau-desvoidy 1830. Carcellia scutellaris ingår i släktet Carcellia och familjen parasitflugor.
Artens utbredningsområde är Frankrike. Inga underarter finns listade i Catalogue of Life.